# Pandanus joskei
Pandanus joskei är en enhjärtbladig växtart som beskrevs av John Horne och Isaac Bayley Balfour. Pandanus joskei ingår i släktet Pandanus och familjen Pandanaceae. IUCN kategoriserar arten globalt som sårbar. Inga underarter finns listade.